# Little Cayman

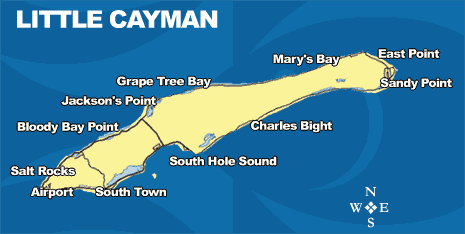
Little Cayman

Little Cayman är den minsta av de tre Caymanöarna. Den är cirka 16 kilometer lång och enbart 1,5 kilometer bred. Ön upptäcktes 1503 av Christopher Columbus.